# Лоулер, Джерри
Джерри О’Нил Ло́улер (англ. Jerry O'Neil Lawler; род. 29 ноября 1949, Мемфис, Теннесси) — американский рестлер и комментатор. В настоящее время работает в WWE, но не выступает в качестве постоянного комментатора с апреля 2020 года.
До присоединения к WWE в 1992 году (тогда известная как World Wrestling Federation) Лоулер выступал в многочисленных компаниях, выиграв за свою карьеру множество титулов, включая несколько титулов чемпиона мира в тяжёлом весе. Лоулер — однократный чемпион мира в тяжёлом весе AWA и трехкратный чемпион мира в тяжёлом весе WCWA, что делает его четырёхкратным чемпионом мира в AWA и WCWA. Он объединил титулы, победив Керри фон Эриха на Superclash III, образовав объединённый титул чемпиона мира USWA в тяжёлом весе, титул, которым он владел 28 раз. Он также известен своей враждой с комиком Энди Кауфманом и тем, что сыграл себя в фильме 1999 года «Человек на Луне».
Лоулер владеет большим количеством признанных титулов, чем любой другой рестлер в истории, хотя он никогда не выигрывал титулов в WWE, поскольку с момента прихода в компанию он выступал нерегулярно, в основном давая комментарии. В 2007 году Лоулер был введен в Зал славы WWE.

## Ранняя жизнь
Лоулер родился 29 ноября 1949 года в Мемфисе, Теннесси, где окончил среднюю школу Тредвелл. Когда ему было 19 лет, его отец, Джером Лоулер, умер (1968 г.).

## Карьера в рестлинге

### Ранняя карьера (1970—1977)
Во время работы в Мемфисе, штат Теннесси, в качестве диск-жокея, художественные способности Лоулера привлекли внимание местного промоутера рестлинга Обри Гриффита. Они заключили соглашение, в котором Лоулер давал Гриффиту бесплатную рекламу в обмен на бесплатное обучение рестлингу. Лоулер дебютировал как рестлер в 1970 году и выиграл свой первый чемпионский пояс в сентябре 1971 года, выиграв баттл-роял. Вскоре он выиграл южное командное чемпионство NWA под руководством Сэма Басса с партнёром Джимом Уайтом. В 1974 году Лоулер начал враждовать с Джеки Фарго, который был его тренером и наставником. Это привело к матчу за титул южного чемпиона NWA в тяжёлом весе. 24 июля 1974 года Лоулер завоевал пояс и титул «Король рестлинга». В течение 1975 года Лоулер объединился с различными партнёрами, такими как Мистер Рестлинг II, Дон Грин и Боб Ортон-младший. За этот период он дважды выиграл Мейконское командное чемпионство NWA. В то время как Лоулер начал свою карьеру как хил, он стал фейсом после отделения от Басса в конце 1974 года.

### Continental Wrestling Association (1977—1989)
В 1977 году промоутер Джерри Джарретт отделился от промоушена Ника Гуласа NWA Mid-America и создал свой собственный промоушен, Continental Wrestling Association. Лоулер — самая большая звезда Гуласа — решил присоединиться к Джарретту. CWA быстро превзошла NWA Mid-America, которая в итоге распалась в 1981 году. Лоулер был одновременно совладельцем CWA и её главной звездой. 12 ноября 1979 года, работая в CWA, Лоулер победил Суперзвезду Билли Грэма и стал чемпионом мира CWA. В 1980 году, после окончания вражды с «Потрясающими вольными птицами», его карьера была приостановлена из-за перелома ноги, полученного во время игры в американский футбол, но он вернулся на ринг через несколько месяцев.
В 1982 году Лоулер начал нашумевшую вражду с комиком Энди Кауфманом. В то время Кауфман боролся с женщинами в рамках своих скетчей и объявил себя межгендерным чемпионом в тяжёлом весе. 5 апреля в Мемфисе Лоулер, который был не согласен с этими скетчами, сразился с Кауфманом. В ходе поединка Лоулер нанёс Кауфману два «пайлдрайвера», причём второй — после гонга, отправив его в больницу и едва не сломав ему шею. 29 июля Лоулер ударил Кауфмана по лицу в эфире программы «Поздняя ночь с Дэвидом Леттерманом». В ответ Кауфман выкрикивал ругательства и бросил в Лоулера свой кофе.
Годы спустя Лоулер появился в роли самого себя в биографическом фильме Кауфмана «человек на Луне»; фильм показал, что вражда Лоулера с Кауфманом была кэйфэбом (постановкой). Лоулер позже утверждал, что вся его вражда с Кауфманом была ненастоящей и они были очень хорошими друзьями.
Его последняя вражда была с Датчем Мантелом в 1988 году. Ушел из CWA в 1989 году.
В 1989 году CWA объединилась с World Class Championship Wrestling и образовала United States Wrestling Association.

### American Wrestling Association (1982—1985, 1987—1988)
7 марта 1983 года Лоулер выиграл международный чемпионат AWA, победив Остина Айдола. 30 мая 1983 года Билл Данди победил Джерри Лоулера на чемпионате AWA Southern Heavyweight Championship. Вражда быстро обострилась, и 6 июня 1983 года они встретились в проигранном матче за титул, в котором Лоулер победил. Лоулер победил Кена Патеру 25 июля, чтобы начать свой второй рейн в качестве международного чемпиона. Лоулер стал чемпионом NWA Mid America 12 апреля 1984 года, когда он победил Рэнди Сэвиджа за титул. Позже он вернулся в Соединённые Штаты, где победил Билла Данди 29 июля 1986 года, чтобы начать новый рейн в качестве международного чемпиона AWA. Лоулер враждовал с Томми Ричом, Остином Идолом и Полом Угрожающим на протяжении всего 1987 года. Вражда началась после спора по поводу титула чемпиона мира AWA с участием Ника Боквинкеля. во время вражды трио победило Лоулера в матче со стальной клеткой и постригли его волосы, что вызвало бунт в Мид-Саут-колизиум.
Лоулер выиграл чемпионат мира AWA в супертяжелом весе у Курта Хеннига 9 мая 1988 года. Во время своего правления Лоулер враждовал с чемпионом мирового класса по борьбе Керри фон Эрихом. Он победил фон Эриха 15 декабря 1988 года в Superclash III, чтобы объединить два титула. Вскоре после этого проблемы Лоулера с Верном Ганем привели к его уходу из AWA.

### Другие промоушены (1981—1989)
В 1981 году Лоулер боролся за чемпионство Championship Wrestling From Florida, враждуя с Дори Фанком-младшим и Терри Фанком. В 1985 году Лоулер отправился в Японию, где он выиграл титул NWA Polynesian Pacific 25 января 1986 года, победив Ларса Андерсона.
26 марта он отказался от титула Tui Selinga в Гонолулу, Гавайи.
В марте 1989 года он выступал за New Japan Pro-Wrestling. 16 марта он проиграл чемпиону IWGP в тяжёлом весе Тацуми Фудзинами.

### United States Wrestling Association (1989—1997)
В 1989 году Лоулер дебютировал в Мемфисском промоушене United States Wrestling Association, где он выиграл Объединённый Чемпионат мира USWA в тяжёлом весе 28 раз с 1989 года до закрытия в 1997 году. Будучи чемпионом, он враждовал с Душегубом, Джимми Валиантом, Камалой, Эдди Гилбертом и Джеффом Джарретом.
В 1992 году Лоулер объединился с Джеффом Джарретом в противостояние против Лунных псов. Фьюд между Джарретом/Лоулером и Лунными псами была признана Фьюдом года в журнале Pro Wrestling Illustrated за 1992 год. Он выиграл командный чемпионат мира USWA с Джарретом четыре раза и дважды с Биллом Данди.
8 августа 1997 Лоулер бросил вызов за пояс Объединённого Чемпионата мира USWA в тяжёлом весе в последний раз Датчу Мантелу в матче против всех волос на теле. Промоушен был закрыт в ноябре 1997 года.

### World Wrestling Federation (1992—2001)

#### Дебют, вражда с Бретом Хартом и клоуном Доинком
Лоулер начал свою карьеру в WWF в декабре 1992 года в качестве аннонсера на WWF Superstars. И USWA начал рабочие отношения с WWF. Дебют на ринге WWF у него состоялся на Королевской битве, 1993 года. Королевскую битву выиграл Ёкадзуна.С 1993 по 1995 год он враждовал с Бретом Хартом и остальными членами семьи Хартов. Фьюд начал на King Of The Ring 1993 года, когда Лоулер прервал церемонию чествования победы Харта и напал на Брета. И Лоулер утверждает, что он был единственным истинным королем в WWF, и оба должны участвовать в матче на SummerSlam 1993 года, чтобы урегулировать спор. Однако, на мероприятии Лоулер вышел на ринг с костылями и заявил, что не может бороться из-за травм, полученных в автомобильной аварии. Позже Харт столкнулся с «придворным шутом» Лоулера, Клоун Доинк. Которого Брет избил и удержал в сабмисине. Лоулер напал на Харта, показывая, что он не был ранен. Харт победил Лоулера в своем поединке, но отказался выпускать его из шарпшутера. В итоге судья отменил решение и присвоил Лоулеру титул «бесспорного короля WWE». В течение всей осени эти двое будут работать по отработанной программе на хаус-шоу, в том числе и в стальных клетках.
Одновременно, в форме перекрестного продвижения, Лоулер вступил в ожесточенную вражду с Винсом МакМеном (который в то время никогда не признавался фактическим владельцем WWE) ещё в USWA. Там Лоулер играл фейса для своей родной аудитории в Мемфисе, в то время как Макмэн (который всегда играл фейса в WWF) изображался как самодовольный хил, намеревающийся свергнуть Лоулера как короля профессионального рестлинга. В рамках перекрестного продвижения Макмахон, Бретт и Оуэн Харт, гигант Гонсалес, Татанка и «Мачомэна» Рэнди Сэвидж начнут появляться на телевидении USWA, чтобы продолжить вражду. В то время как программа продолжалась в USWA, вражда между Лоулером и МакМахоном не была признана на телевидении WWF.
Семья Хартов (Брет, Оуэн, Брюс и Кит) должна была встретиться с капитаном команды Лоулером в отборочном матче Survivor Series. Однако Шон Майклз должен был занять место Лоулера, потому что Лоулер столкнулся с юридическими проблемами. В результате вражда между Лоулером и Винсом МакМахоном в USWA также была внезапно прекращена. Лоулер не сталкивался с Бретом Хартом на другом платном шоу In Your House, когда он избил Харта после того, как Хакуши и его менеджер Синдзя вмешались. Это привело к матчу по правилам «поцелуй мою ногу» в King Of The Ring 1995, который выиграл Брет. В результате Лоулер был вынужден целовать ноги Брета. Вражда приняла последний оборот, когда Лоулер представил своего «дантиста» Айзека Янкема, доктора медицинских наук.. После того, как Харт победил Янкема дисквалификацией, однако, вражда быстро исчезла.
После окончания его юридических проблем, которые не позволили ему выступить на Survivor Series 1993, Лоулер в конечном итоге вернулся в WWF на WrestleMania X, которое было его дебютом в качестве комментатора на WWF pay-per-view. Во время главного события вечера, «Rowdy» Родди Пайпер выступал в качестве специального приглашенного рефери для второго матча чемпиона мира WWF в супертяжелом весе. Во время этого Лоулер начал делать пренебрежительные замечания о нём. Лоулер будет продолжать ругать Пайпера в более поздних эпизодах Monday Night Raw, включая приведение худого ребёнка на ринг, одетого как Пайпер, и заставляя его целовать свои ноги. Это в конечном счете привело к матчу между двумя в King Of The Ring 1994, где Лоулер проиграл.
Осенью 1994 года Лоулер начал вражду с клоуном Доинком. Лоулер щёлкнул шариками, которые нёс лилипут-помощник Доинка, Динк. После того, как Доинк и Динк отомстили, Лоулер представил своего собственного помощника-карлика, которого он назвал Тошнотворным. В последующие недели Доинк добавил ещё двух помощников, Винка и Пинка, в то время как Лоулер представил неряшливого и дрянного. Это привело к отборочному матчу на Survivor Series 1994, который команда Лоулера выиграла. Однако, после матча, команда Лоулера предала его, присоединившись к команде Доинка, чтобы избить Лоулера.

#### Smoky Mountain и различные противостояния (1994—1996)

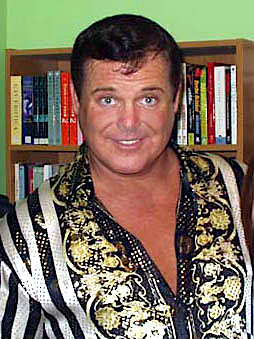
Джерри Лоулер на подписании книги 2003 год

В конце 1994 и начале 1995 года Лоулер недолго выступал в Smoky Mountain Wrestling (SMW), все ещё продолжая время от времени комментировать WWF. Во время его отсутствия Шон Майклз заменил его в качестве телевизионного комментатора на понедельничном Raw. Он победил Тони Энтони за главный титул промоушена в январе 1995 года. Лоулер был последним чемпионом SMW в тяжёлом весе, победив Брэда Армстронга в День подарков 1995 года. Промоушен закрыл свои двери 30 декабря.
К 1996 году Лоулер иногда боролся на суперзвездах WWF, где он брал на себя работу, держа микрофон на ринге, по сути, «комментируя (свои) собственные матчи», а иногда служил официальным секундантом для Исаака Янкема Д. Д. С. После короткой вражды с Последним Воином Лоулер начал враждовать с Джейком Робертсом после высмеивания реальных проблем с наркотиками и алкоголем Робертса. Эти двое встретились в матче в SummerSlam 1996 года, который Лоулер выиграл. После матча Лоулер влил виски «Джим Бим» в глотку Робертса.
После этого он враждовал с Марком Генри, с которым они встречаются на шоу In Your House 10: Mind Games, в котором выиграл Генри.

#### Спорадические появления и комментирование (1997—1998)
В начале 1997 года Лоулер был вовлечен в рабочие отношения между WWF и Extreme Championship Wrestling (ECW). В июне Лоулер дебютировал в турнире «Король Ринга» дойдя в полуфинала, где проиграл Мэнкайнду. К осени WWF ввел новый «дивизион полутяжей», чтобы конкурировать с WCW. Сын Лоулера, Брайан Кристофер, был одной из главных суперзвезд в дивизионе, хотя WWF разыгрывали ракурс, где и Лоулер, и Кристофер отрицали свои семейные отношения, хотя эти двое помогали друг другу в матчах и так далее. USWA закрылась в ноябре того же года.
К 1998 году Лоулер редко выступал на ринге в WWF и сосредоточился на комментирование. Несмотря на их вражду в USWA в 1993 году, к 1998 году Винс МакМен впервые стал хилом в WWF и покинул позицию анонсера, на которую Лоулер начал хвалить имя Макмена в комментариях как часть своей собственного персонажа хила, к большому огорчению Джима Росса. Именно уход Макмена из комментаторской команды привел к сильному экранному взаимодействию между Лоулером и Россом в последующие годы. Это сыграло ключевую роль в изменении характера Лоулера; хотя он все ещё поддерживал хилов, но он все ещё показывал чувство правильного и неправильного и осуждал действия хилов, когда они заходили слишком далеко.

#### Спорадические появления, вражда с Тэззом и увольнение (1999—2001)
Между 1999 и 2001 годами выходил на ринг, в основном на хаус-шоу. 20 июня 2000 года он появился на Smackdown, объединившись с Стейси Kat Картер, чтобы победить Дина Маленко и Терри Раннелс. Это был первый раз за два года, когда он на телевидении WWF вышел на ринг. Через неделю он победил Маленко на Raw.
К 2000 году он станет полноценным фэйсом компании. Все началось с того, что Лоулер неожиданно напал на Тэзза, когда тот начал издеваться над Джимом Россом. На Саммерсламе Король Лоулер сражался с Таззом, защищая честь Росса. Лоулер выиграл матч. Вражда с Таззом продолжалось до шоу Unforgiven где он проиграл Таззу (Ворон вмешался в матч) в матче по правилам кожаный ремень. Кроме того, Лоулер враждовал с партнёром Тэзза Вороном до января 2001 года.
С созданием XFL (Американская футбольная лига) в 2001 году Лоулер получил работу в качестве комментатора на новой футбольной Лиги. Лоулер утверждает, что он никогда не хотел быть в XFL (он признался бы в прямом эфире, что он почти ничего не знал и его не волновал спорт), но что он согласился на это после того, как МакМен и Кевин Данн попросили его.
В феврале 2001 года тогдашняя жена Лоулера Стейси Кэт Картер была вовлечена в сюжетную линию, Инквизиторов, группа борцов якобы желала обуздать вульгарность «Эры Отношений», в течение которой она требовала равного времени для «права на наготу». Лидер RTC Стивен Ричардс предложил матч с Лоулером на шоу No Way Out. Если Лоулер выигрывал, Кэт должна раздеться догола, а если Ричардс выигрывал, Кэт становилась собственностью Инквизиторов. Ричардс выиграл этот матч без всяких шансов. На следующий вечер Лоулер объединился с АПА, Брэдшоу и Фааруком, когда они победили Инквизиторов Булла Бьюкенена, Крестного Отца и Вэла Вениса на Raw. Это был последний матч Лоулера на WWF.
После No Way Out, Кэт была освобождена от контракта WWF, и Лоулер вместе с ней покинул компанию в знак протеста
Лоулер высказал несколько теорий относительно того, почему ему разрешили покинуть компанию. Первое включает в себя восхождение Картера по карьерной лестнице наряду с падением Чайны. По его утверждению, Чайна ревновала к тому, что его жена продвигалась внутри компании, отчасти из-за сюжетной линии Инквизиторов, а отчасти из-за предложения его жены позировать для журнала Playboy. До этого времени Чайна была второй крупной звездой рестлинга из WWF, сделавшей статью в Playboy (после Сэйбл); во время дебюта Чайны в журнале для взрослых она внезапно разорвала свою дружбу с Картером.
В интервью он также заявил, что, возможно, существовала и другая причина, а именно то, что компания хотела его уволить. Он также критиковал МакМена за бесцеремонное отношение, которое тот проявил к нему в день увольнения. По его воспоминаниям, Росс был уволен МакМен с точно таким же поведением, когда его поразил приступ паралича Белла в 1994 году, когда «работаспособность» Росса закончилась. Лоулер посчитал, что освобождение Картера было попыткой убрать и его самого, заявив, что компания прекрасно знала, что он уйдет вместе со своей женой. Замена Лоулера Полом Хейманом положила начало теории, в которой Хейман продвигался за счет Лоулера. В интернете ходили слухи, что компания была в лучших отношениях с Хейманом, чем Лоулер, и использовала замечания Лоулера, сделанные в критике ECW, чтобы запустить теорию, согласно которой Хейман хотел, чтобы Лоулер ушёл. Лоулер неоднократно заявлял, что у него нет обиды на Хеймана, обвиняя СМИ и интернет-теоретиков в распространении ложной информации.

### Extreme Championship Wrestling (1997)
В 1997 году Лоулер стал активно участвовать в рабочих отношениях между WWF и Extreme Championship Wrestling (ECW). В интервью и комментариях он назвал это продвижение «чрезвычайно дерьмовым рестлингом». его частые оскорбления в адрес ECW в конечном итоге привели продвижение во «вторжение» на вечернее понедельничное Raw в феврале 1997 года. Он участвовал в двух поединках. Первый 19 июля в стальной клетке матч с Робом Ван Дамом и Сабу в отсутствие конкуренции против Рика Руда, Сэндмена и Томми Дримера. Второй поединок прошёл на Hardcore Heaven pay-per-view ECW в августе против Томми Дримера, который Дример выиграл.

### Независимые сцены (2001—2012)
Во время своего отсутствия в WWF Лоулер выступал на независимой сцене как в Австралии, так и в Северной Америкеref, а также присоединился к начинающей промоушн-кампании Xcw Wrestling Federation (XWF) вместе с ветераном WCW Тони Скьявоне в качестве комментатора.Он также выступал с Международным картелем рэстлинга и с Мэрилендским чемпионатом по реслингу, где он защитил титул чемпиона мира после победы над Брейзером 2 ноября. он вернется в WWF после девятимесячного отсутствия.
31 марта 2002 года он воссоединился со своим сыном Брайаном, чтобы победить Дэвида Флэра и Джима Корнетта на мемориальном шоу Тодзе Ямамото.
8 ноября 2003 года он победил своего соперника по WWE Эла Сноу на чемпионате JAPW в тяжёлом весе в Нью-Джерси. Он потерял титул месяц назад из-за Дэна Маффа.
Он выходит на ринг на многочисленных выступлениях с 2002 года за Северо-Восточный рестлинг. Также выступал в рестлинге долины Огайо, Международном рестлинг картеле и других промоушинах.
11 ноября 2005 года он объединился с Брэдом Армстронгом и Джеффом Харди, чтобы победить Midnight Express и Джима Корнетта за то, что они отдали дань уважения Starrcade.
7 ноября 2008 года состоялось трибьют-шоу для Лоулера под названием Lawler 35 — A Tribute Fit For The King. Он проходил в Нэшвилле. Главным матчем шоу было, когда он победил Сида Вишеса.
16 марта 2012 года он победил Томми Дримера на Wrestle War 2012.
10 сентября 2012 года, у него случился сердечный приступ в WWE он взял отгул от реслинга.

### Возвращение в WWF/WWE (2001—н.в.)

#### Комментатор и спорадические выступления (2001—2014)

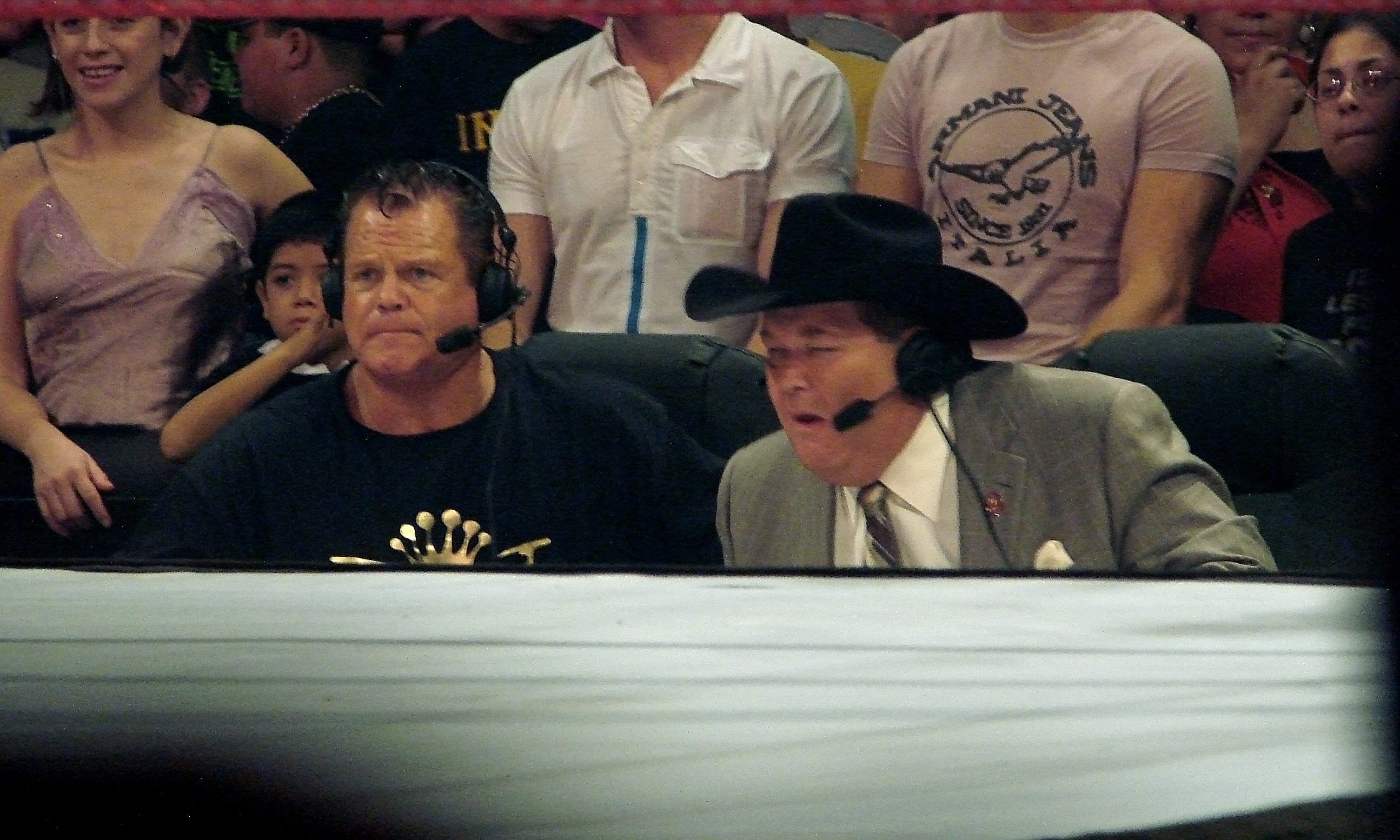
Лоулер и Джим Росс комментируют для WWE

19 ноября 2001 года Лоулер вернулся в WWF. Он был вновь представлен Винсом МакМеном на Raw в качестве замены телевизионного комментатора (и члена Альянса) Пола Хеймана, который был (кэйфеб) уволен после поражения Альянса в предыдущем Survivor Series. Как и до своего отъезда, Лоулер снова стал телевизионным комментатором на Raw и pay-per-view событиях наряду с Джимом Россом и SmackDown! с Майклом Коулом, пока бренды не были разделены и Лоулер не стал эксклюзивным для Raw. Лоулер заявил, что у него хорошая проработанная химия с Джимом Россом была результатом их разных стилей; по словам Лоулера, Джим Росс-прекрасный рассказчик и держит в курсе хорошо знакомых фанатов с текущими сюжетными линиями, в то время как он обеспечивает реакцию и эмоции, чтобы оживить комментарии.
В 2003 году команда Raw в составе Лоулера и Джима Росса фьюдила с командой Sunday Night Heat В составе Джонатана Коучмана и Эла Сноу. На Unforgiven 2003 Лоулер и Росс проиграли командный матч против Коучмана и Сноу, тем самым потеряв позицию комментаторов на Raw. Однако в матче-реванше Росс победил Коучмана, вернув Лоулеру и себе позицию комментаторов Raw.
В июне 2006 года ECW был возобновлен и снова началось небольшое вторжение в WWE. ECW и WWE шли лицом к лицу в течение нескольких недель на Raw, который охватывал в себя суперзвезд SmackDown!. Это создало напряженность между Raw и SmackDown! объявление команд, Тэзз, выпускник ECW, оскорблял и критиковал Джима Росса, пока Лоулер не встал на защиту Росса, вновь разжигая их вражду с 2000 года. Вражда закончилась, когда Тазз и Лоулер столкнулись друг с другом в матче на One Night Stand, который Тазз выиграл всего за 30 секунд, заставив Лоулера упасть в обморок после отвлечения от Джоуи Стайлза, которого Лоулер ударил незадолго до матча.
В июле 2006 года Рэнди Ортон начал вражду с Халком Хоганом. Лоулер атаковал Ортона в защиту Хогана, который перешёл в поединок между ними на Raw. Ортон победил Лоулера после удара в пах и РКО.
31 марта 2007 года Лоулер был введен в Зал Славы WWE Уильямом Шатнером, с которым Лоулер имел памятную перепалку в январе 1995 года на эпизоде Raw. В августе Король Букер заявил, что он единственный, кто имеет право называться «королем». после того, как Букер победил Лоулера на ринге, After being beaten by Booker in the ring, Лоулер должен был быть вынужден короновать своего противника на шоу 13 августа в Мэдисон-Сквер-Гарден. Однако во время церемонии Лоулер объявил другого короля новым противником Букера, «Король королей» ННН. Это привело к рабочей драке между Лоулером и Букером.
7 июля 2008 года, на эпизоде Raw, Лоулер был атакован Кейном после спасения Майкла Коула от аналогичной атаки, в которой Кейн неоднократно спрашивал: «он жив или мертв? Позже тем же летом он объединился с» Ножовкой « Джимом Дагганом, чтобы встретиться с Тедом Дибиаси и Коди Роудсом за пояса командных чемпионов мира, но проиграл.
23 марта 2009 года на эпизоде Raw Лоулер вызвал Криса Джерико на матч из-за его неуважения и странного поведения к членам Зала Славы WWE , который Джерико принял. На следующей неделе Лоулер проиграл Джерико, после стен Иерихона. После матча Джерико сказал, что он останется Главным против всех членов Зала Славы WWE на Рестлмании XXV.
На эпизоде Raw от 20 июля Лоулер объявил себе соперника Брайана Кендрика. И продолжал побеждать Кендрика. На эпизоде Raw 16 ноября, после недавнего приобретения, Шеймус напал на таймкипера в отчаянии за то, что не получил противника, Лоулер покинул комментаторский стол, чтобы противостоять Шеймусу и проверить жертву, только получил от него удар по голове за свои проблемы. 7 июня 2010 года, во время выбора зрителем выпуска Raw, Лоулер потерял свою корону от IRS, потому что он, по-видимому, не заплатил свои налоги, но позже она была возвращена Джексоном Куинтоном. В конце ночи Лоулер был одним из многих сотрудников на ринге, которые были жестоко атакованы новичками первого сезона NXT. Лоулер, однако, был единственным человеком на ринге, который отбивался, используя удары и отбиваясь, чтобы атаковать новичков NXT, нападавших на него, пока это нападение не переросло 3 на 1. На следующей неделе на Raw Лоулер и состав Raw отбились от теперь называемого „Нексуса“, когда они попытались устроить засаду Джону Сине во второй раз. 28 июня „Нексус“ жестоко атаковал Лоулера, Рикки Стимбота, Майкла Хейса, Арна Андерсона, Майка Ротонду и Дина Маленко, как раз когда они праздновали карьеру Стимбота. Джош Мэтьюз заменил Лоулера в качестве комментатора на оставшуюся часть шоу.
На эпизоде Raw от 26 июля 2010 года Лоулер объединился с Марком Генри, Голдастом, Йоши Тацу, Эваном Борном и династией Хартов в традиционном матче на выбывание команды против Nexus. Лоулер был выбит Хитом Слейтером.
29 ноября 2010 года Король ринга Лоулер на особом Raw (который праздновал свой 61-й день рождения) вызвал Миза на матч за чемпионство WWE. Он был предоставлен Анонимным Генеральным Менеджером Raw, который сделал его подходящим для столов, лестниц и стульев, и это был первый шанс Лоулера на титул. Миз сохранила чемпионство после вмешательства Алекса Райли и Майкла Коула. Вмешательство Коула вызвало напряженность между ними, но когда Лоулер пригрозил напасть на Коула, Анонимный Генеральный Менеджер Raw издал приказ „прекратить и воздержаться“, который запрещал любую физическую связь между ними.

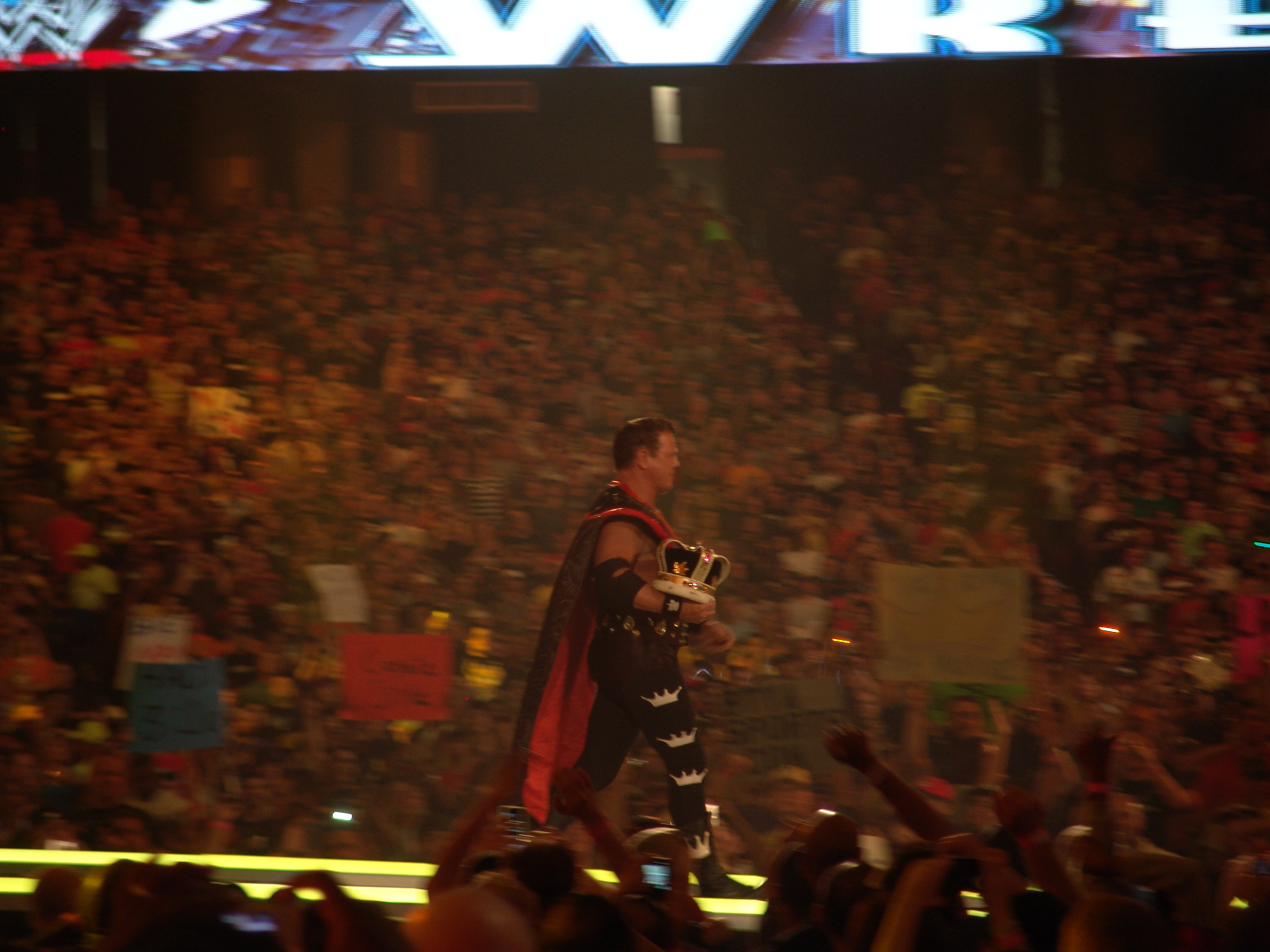
Выход Лоулера на Рестлмании 27

Лоулер продолжал бросать вызов Мизу, где 20 декабря Лоулер объединился с Рэнди Ортоном и Джоном Моррисоном, чтобы сразиться с Мизом, Райли и Шеймусом в матче 6 человек, который Лоулер выиграл, удержав Миза.Это привело к матчу-реваншу между Мизом и Лоулером на следующей неделе, причем Лоулер снова одержал победу, на этот раз по подсчету после того, как Моррисон вмешался. Лоулер снова объединился с Ортоном на Raw 10 января 2011 года, столкнувшись с Миз и Райли, который Лоулер выиграл, удержав Райли. Лоулер выиграл матч Raw Rumble из 7 человек на Raw 31 января с помощью Джона Сины, чтобы получить матч за титул чемпионата WWE против Миза на шоу Elimination Chamber, где ему не удалось выиграть титул, положив конец вражде.
На следующем вечере Raw, Лоулеру надоело отношение Коула, которое включало в себя насмешки над недавней смертью матери Лоулера, вызвал его на матч в WrestleMania XXVII, который Коул принял на RAW от 28 февраля и объявил, что в ближайшие недели он будет тренироваться у Джека Сваггера для предстоящего матча. Леденая Глыба Стив Остин был назначен специальным судьёй на матч на следующей неделе. На Raw 14 марта Лоулер столкнулся со своим сыном Брайаном Лоулером, который был приглашен на Raw Майклом Коулом, чтобы „разоблачить“ характер своего отца. Брайан разглагольствовал о различных проблемах, которые у него были с отцом, прежде чем его ударить и уйти. Коул продолжал доводить Лоулера после ухода Брайана, но его прервал вернувшийся Джим Росс. Прежде чем Росс успел напасть на Коула, Сваггер атаковал Лоулера сзади, а затем продолжил атаковать и запер лодыжку Росса, в то время как Коул доводил его. Лоулер попытался помочь Россу, но также стал жертвой захвата лодыжки.
На Рестлмании 27 Лоулер первоначально выиграл этот матч в сабмишине, но Анонимный Генеральный Менеджер Raw отменил решение из-за Леденой Глыбы, физически участвующего в матче, толкнув Коула, сделав Коула победителем по дисквалификации. Затем Лоулер и Джим Росс столкнулись с Коулом и Свэггером на шоу Extreme Rules (2011) в матче по правилам "Деревенская Взбучка" (Командный поединок с ремнями), где они потерпели поражение. Лоулер вызвал Коула на последний матч на шоу Over the Limit (2011), даже дошёл до того, что поставил на кон своё кольцо из Зала Cлавы и предложил лично ввести Коула в сам Зал славы. Во время подписания контракта Коул объявил, что это будет матч по правилам „поцелуй мою ногу“. На шоу Лоулер победил Коула. После этого Джим Росс, Ив Торрес и Брет Харт помогли Лоулеру, заставив Коула поцеловать его ногу. После шоу Коул извинился перед Лоулером, положив конец вражде.

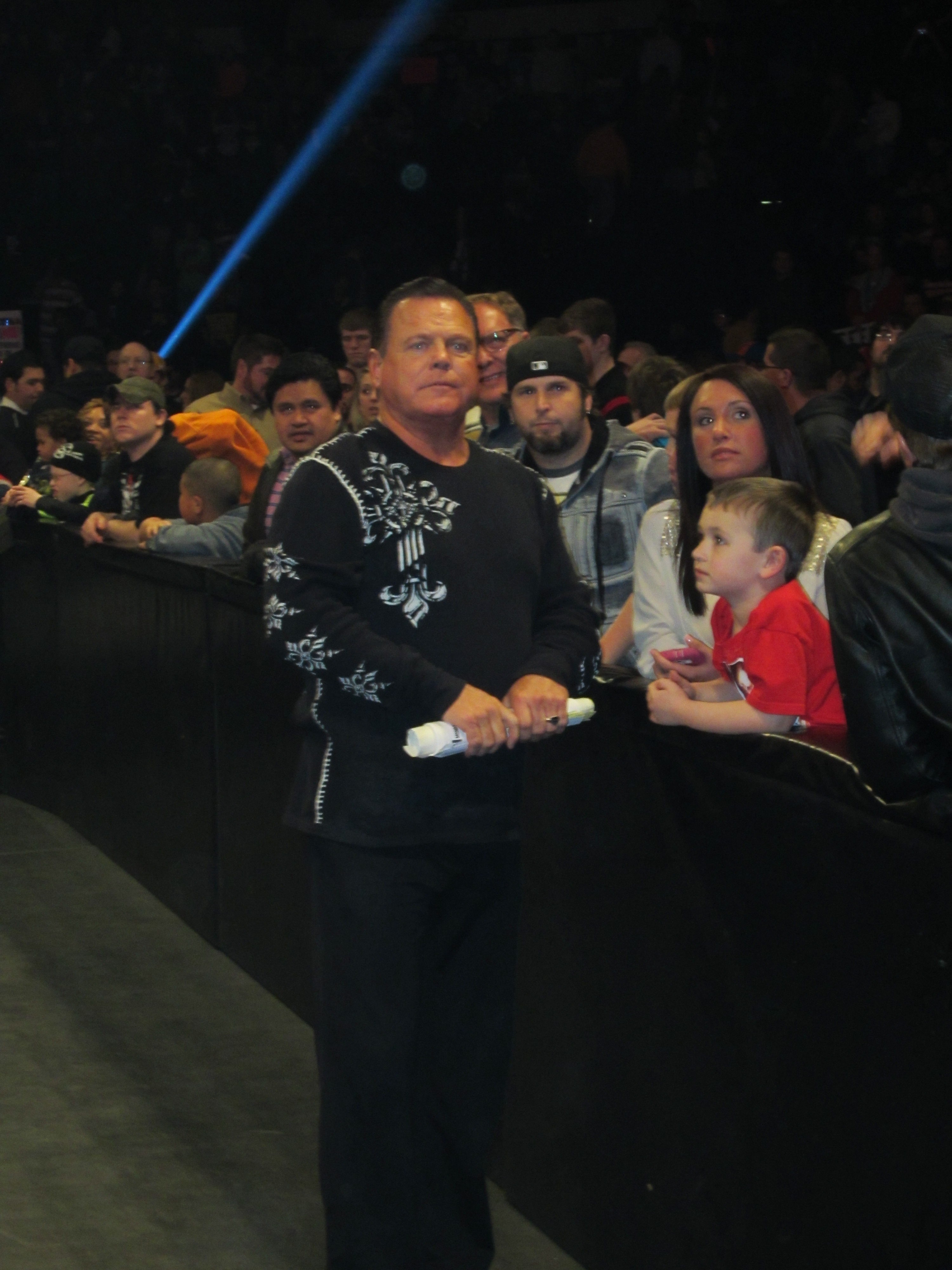
Лоулер, после сердечного приступа вернулся на позицию комментатора.

В 2012 году Лоулер участвовал в Королевской Битве выйдя под номером 12, но был устранён Коди Роудсом за 43 секунды. После этого он вместе с Букером Ти выбросили Майкла Коула. На эпизоде Raw от 30 апреля 2012 года Лоулер участвовал в битве The Clock challenge, чтобы определить первого предента на матч чемпионата WWE на шоу Over_the_Limit, но был побежден Дэниелом Брайаном, который продолжил борьбу за титул. На эпизоде Raw 9 июля Лоулер пошёл против Майкла Коула в матче-реванше WrestleMania XXVII, который он быстро выиграл, но анонимный генеральный менеджер Raw, который вернулся в ту ночь в качестве генерального менеджера гостя, отменил решение, и Лоулер проиграл Коулу дисквалификацией после вмешательства Букера Ти. Сантино Марелла вышел, чтобы показать, что Хорнсвоггл был Анонимным Генеральным Менеджером Raw, который прятался под рингом.
На эпизоде 23 июля WWE Raw 1000, после того как CМ Панк атаковал Рока, Лоулер упомянул в комментариях, что „CM Punk повернулся спиной к Вселенной WWE“. На следующей неделе на Raw Панк будет противостоять Лоулеру о том, что он сказал, Прежде чем его прервал Биг Шоу. На эпизоде Raw 20 августа, после того как Джон Сина не сказал Панку, что он „лучший в мире“, Панк попросил Лоулера выйти на ринг и сказать это для Вселенной WWE. После того, как Лоулер отказался сказать, что Панк тоже „Лучший в Мире“, Панк нападет на Лоулера сзади. на следующей неделе на Raw, после того как Лоулер потребовал извинений от Панка, панк вызовет Лоулера на матч, который Лоулер примет позже той же ночью, где панк победит Лоулера в матче со стальной клеткой. перед эпизодом 3 сентября Raw, Панк и Лоулер подрались за кулисами, причем Панк взял верх, прежде чем чиновники остановили их, Лоулера ударили в горло, что заставило Лоулера пропустит тот вечер, а Миз заменил его в качестве комментатора.
10 сентября 2012 года во время Raw в Bell Centre в Монреале, вскоре после победы над CM Панком и Дольфом Зигглером в командном матче с Рэнди Ортоном, Лоулеру стало плохо за столом комментаторов, в то время как Кейн и Даниэль Брайан сражались с Прайм-Тайм Игроками. Коллега-комментатор Майкл Коул продолжал комментировать только этот матч, а также следующий матч, прежде чем WWE (через Коула) объявила о медицинской ситуации с Лоулером. Остальные матчи на шоу прошли по расписанию, но без комментариев, а последние новости о состоянии Джерри были предоставлены Коулом. В конце передачи было объявлено, что он получил сердечно-лёгочную реанимацию, но дышал самостоятельно и реагировал на стимуляцию, позже это было подтверждено на WWE.com, что Лоулер перенёс сердечный приступ. 11 сентября 2012 года он перенёс ангиопластику, чтобы улучшить приток крови к сердцу. 12 сентября 2012 года было сообщено, что Лоулер медленно освобождается от седативных препаратов, его вентилятор удалён. Он был в состоянии моргать, кивать и сжимать руки, и в тот же день результаты нескольких компьютерных томографов не показали никаких признаков повреждения мозга. К 17 сентября Лоулер вернулся в свой дом в Мемфисе. во время пребывания Лоулера в больнице было установлено, что его сердечный приступ не был вызван закупоркой артерии, а был необъяснимой остановкой сердца. Вскоре Лоулер получил медицинское разрешение продолжать заниматься реслингом.

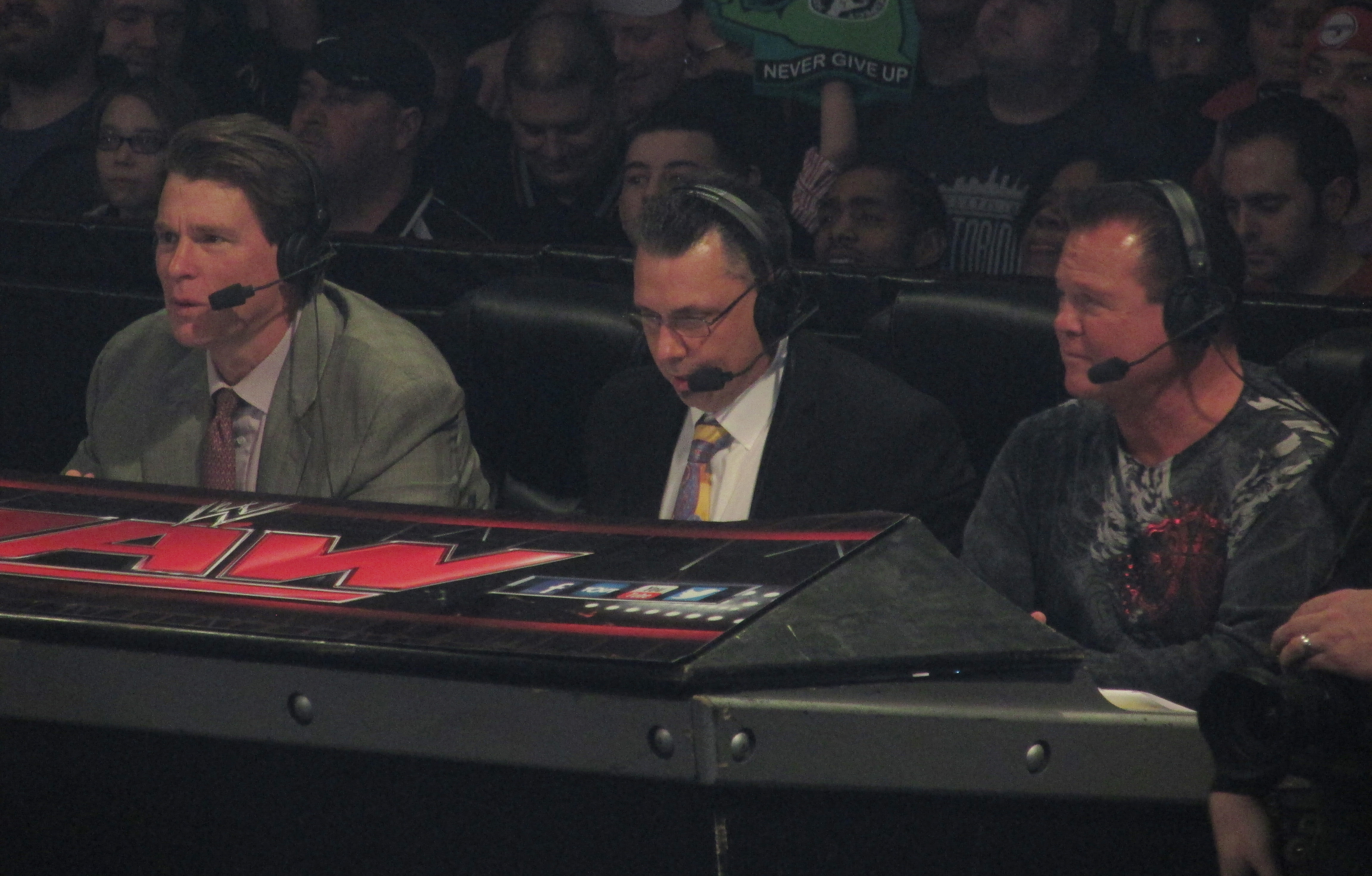
Комментаторы на Raw Лоулер (справа) Джон Лэйфилд (слева) и Майкл Коул (в центре) январь 2014

29 октября 2012 года было объявлено, что Лоулер вернется в WWE в эпизоде Raw от 12 ноября. Он продолжил свои распри с CM Панком после того, как его эмоциональное возвращение было прервано CM Панком и Полом Хейманом, который повторил его сердечный приступ. Лоулер продолжал поддерживать противников Панка, надеясь, что Панк проиграет чемпионство WWE, что в конечном итоге он сделал это с Роком на Королевской Битве, к большому удовольствию Лоулера.
На эпизоде Raw от 17 марта 2014 года Лоулер был обвинен Корпоративным Кейном в том, что он позволил фанатам выйти на ринг на прошлой неделе в Мемфисе в рамках оккупационного движения YES Дэниела Брайана. Он был вынужден выйти на ринг из-за ЩИТа, но ЩИТ вместо этого атаковал Кейна.

#### SmackDown (2015—2016)
8 января 2015 года сайте на WWE.com было объявлено что Лоулер будет частью команды SmackDown в качестве телевизионного комментатора вместе с Майклом Коулом и Байроном Сакстоном, начиная с 15 января, закончив свой 19-летний забег в качестве телевизионного комментатора Raw, поскольку он был заменен Букером Ти.
На эпизоде RAW 30 марта Лоулер сделал одно возвращение на вечерний эфир Raw с комментатором Сакстоном, чтобы заменить Майкла Коула, Букера Ти и JBL после того, как они были атакованы Броком Леснаром после того, как Леснар отказался от своего реванша против Сета Роллинса. 17 июня 2016 года Лоулер был отстранен от работы после его ареста за домашнее насилие, при этом WWE заявила, что у них „нулевая терпимость к вопросам, связанным с домашним насилием, и согласно нашей политике, Джерри Лоулер был отстранен на неопределенный срок после его ареста“, до 1 июля, когда обвинения были сняты и WWE отменила отстранение Лоулера.
7 июля 2016 года Лоулер вернулся на» SmackDown", возобновив свою роль комментатора. Однако вскоре после этого Лоулер был снят с телевидения и помещен на пре-шоу в качестве аналитика как «Raw», так и «Smackdown».

#### Периодические появления (2016—2019)
5 декабря 2016 года было объявлено, что Лоулер больше не будет использоваться на пре-шоу и вместо этого будет сохранться для специальных мероприятий, таких как церемония Зала Славы.
17 января 2017 года Лоулер вернулся на SmackDown Live, чтобы провести свое ток-шоу The King’s Court для своего родного города Мемфис, штат Теннесси. Во время своего интервью с Дольфом Зигглером Зигглер взял на себя ответственность за сердечный приступ Лоулера в реальной жизни в 2012 году, а затем ударил его в грудь и покинул ринг. Позже в тот же вечер на Talking Smack Рене Янг объявила, что Лоулер, Майкл Коул и Кори Грейвс будут комментаторами матча Королевской Битвы на Королевской Битве 2017. 28 августа 2017 года Джерри заменил Букера Ти на Raw из своего родного города Мемфис, штат Теннесси. Лоулер, Джим Росс и многие другие легенды WWE появились на Raw 25 22 января. 26 января 2018 года стало известно, что Лоулер подписал новый годовой контракт с WWE. На Королевской Битве 2018 года, во время мужского матча Королевской Битвы, Лоулер был специальным гостевым комментатором, где он правильно предсказал, что Синсукэ Накамура выиграет матч.
21 марта 2018 года Лоулер перенес инсульт в своем доме в Мемфисе. Он объяснил этот инцидент в своем подкасте , в котором он показал, что не может говорить в течение трех дней. Он оставался в реанимации больницы, пока не проснулся через три дня и не обрел дар речи. Врачи сказали, что Лоулер полностью выздоровеет. Он смог сделать все свои выступления во время уик-энда WrestleMania 34 в Новом Орлеане и был допущен к реслингу.

#### Возвращение к полной занятости комментатора (2019—н.в.)
19 августа 2019 на выпуске Raw хотел пригласить Сашу Бэнкс на интервью и обсудить грядущий турнир Король Ринга, но был атакован Извергом. На 26 сентября 2019 года WWE объявила в рамках своей «недели премьеры WWE», что новая команда комментариев будет на Raw. Лоулер вернется к комментариям по Raw, как аналитик вместе с Виком Джозефом и Дио Мэддином.

### Memphis Wrestling (2003—2005, 2008—2009, 2014)

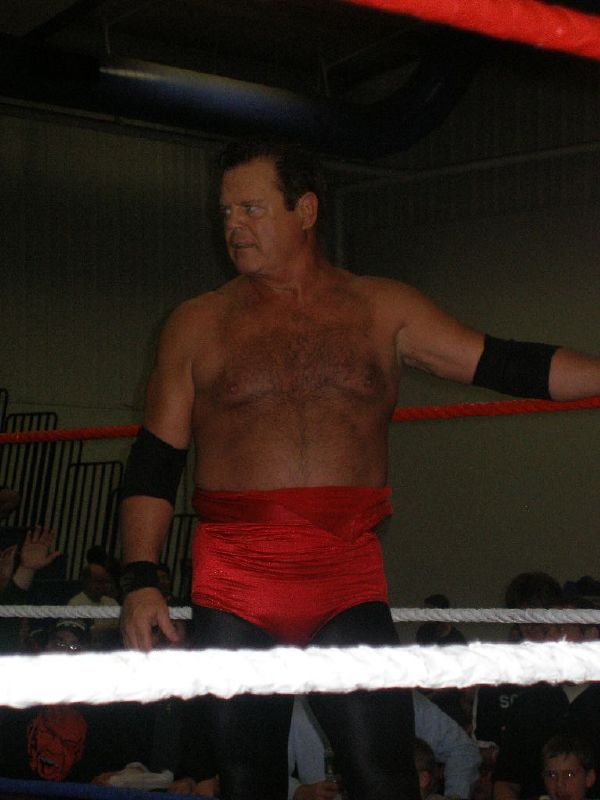
Лоулер на независимой сцене в 2007 году

В 2003 году Лоулер дебютировал за «Мемфис Реслинг». 17 мая он победил Камалу по дисквалификацией. Иногда он объединялся с Биллом Данди и Брайаном Кристофером. У него была короткая вражда с Королем Мейбл.
14 февраля 2004 года он проиграл Брайану Кристоферу в телевизионном матче «Мемфис реслинг» против «Хаммера» Джерри Лоулера.
14 июля Брайан и он выиграли командный баттл-роял. Также Лоулер выиграл баттл-роял в День подарков 2004 года.
14 апреля 2005 года Он победил Кэссиди Рейли за титул USACW United States.
20 июня 2008 года Лоулер вернулся в Мемфис, чтобы победить Кевина Уайта.
28 февраля 2009 года Он проиграл Сиду Вишесу.
14 марта 2014 года он вернулся и победил Гангрела на благотворительном мероприятии Карла Перкинса.

### Планируемый матч с Халком Хоганом (2007—2008)
В 2007 году было объявлено, что Лоулер будет участвовать в «матче мечты» с Халком Хоганом, который должен был состояться в рамках реслинг промоушена в Мемфисе 27 апреля. Этот матч был сильно раскручен промоутером Кори Маклином, поскольку Хоган состязался на территории Мемфиса в начале своей карьеры. Однако 12 апреля Лоулер отказался от участия в мероприятии, сославшись на свои контрактные обязательства перед WWE, из-за чего он не смог появиться на шоу, которое должно было быть снято VH1 для телевизионного шоу Hogan Knows Best. 11 января 2008 года Маклин сообщил, что подал иск против WWE, утверждая, что на Лоулера (и других)было давление, чтобы он отказался от участия в мероприятии, что нарушило второй раздел антимонопольного закона Шермана.

### Jerry Lawler’s Memphis Wrestling (2010)
В мае 2010 года Лоулер объявил о новом телевизионном рестлинговом шоу под названием «Jerry Lawler’s Memphis Wrestling». Шоу должно было дебютировать на канале Ion Network channel 50 в Мемфисе 5 июня в 11 утра по классическому времени. Три эпизода были записаны на пленку 20 мая 2010 года в The Vine в Мемфисе. 11 сентября 2010 года Лоулер объявил, что новых шоу больше не будет, но для одаренных по-прежнему доступен сбор для средств.

### Northeast Wrestling (2002-н.в.)
С 2002 года Лоулер выступал за Северо-Восточный промоушон. Его первый матч состоялся 9 ноября 2002 года, где победил Сикс-Пака.
30 апреля 2005 года он победил Кинг-Конга Банди со специальным рефери Миком Фоли в Бристоле, штат Коннектикут.
С 2006 по 2007 год он враждовал с бывшим рестлером WWE Ромео Розелли.
15 января 2011 года он победил Томми Дримера в матче в стальной клетки. Затем, 1 октября 2011 года, он победил Терри Фанка в матче без дисквалификации и без ограничений.
В 2013 году вновь вернулся на Северо-Восточный реслинг-промоушон после сердечного приступа с 2012 года, где он победил Мэтта Страйкера 21 сентября.
25 августа 2017 года он проиграл NEW чемпиону в тяжёлом весе Коди Роудсу в Питтсфилде, штат Массачусетс.
С 2015 года он враждует с Брайаном Энтони. Лоулер будет объединяться с Китом Янгбладом, победив Энтони баттла и Дэниела Эванса 26 апреля 2019 года за новые командные титулы. 17 августа они бросили титулы Брайану Энтони и Дэниелу Эвансу.

### Возвращение на независимую сцену (2013-н.в.)
В 2013 году он вернулся в рестлинг почти через год после своего сердечного приступа во время выступления в WWE. 24 октября 2015 года Лоулер победил Терри Фанка по дисквалификацией на USA Championship Wrestling в Джексоне, штат Теннесси, на арене «Оман Арена».
C 2017—2018 годов Он будет враждовать с Томми Ричем.
23 марта 2019 года он объединился с Рикиши, победив Скотта Штайнера и Баффа Бэгвелла за командные титулы Grind City на игре Мемфис Гриззлис.
Лоулер остается активным рестлером в Северо-Восточном промоушене в Коннектикуте и USA Championship Wrestling в Теннесси.
18 января 2020 года Лоулер поставил на кон свою карьеру рестлера против чемпиона Арканзаса в тяжёлом весе Мэтта Ривьеры в матче Титул против Карьеры на Championship Wrestling Of Arkansas No Surrender « event. Если Лоулер проиграет, то он уйдет из реслинга в возрасте 70-ти лет. Несмотря на сильное вмешательство, Лоулер выиграл матч, став чемпионом Арканзаса в тяжелом весе.

## Прочее дела вне реслинга
Лоулер создал несколько музыкальных записей. Среди них есть два сингла конца 1970-х годов: „Cadillac Man/Memphis“ и „Bad News“. Во время его вражды с менеджером Джимми Хартом (Лоулер является фактором для Джимми Харта, вступающего в профессиональный реслинг; Лоулер хотел записать реслинг-альбом с его пением, и поскольку они вместе учились в школе, он позвонил Харту и попросил его стать частью этого) в середине 1980-х годов Харт стал известен как „слабак“, прозвище, данное ему Лоулером и воспеваемое фанатами. Харт был предметом песни „Wimpbusters“, которую спел Лоулер на мотив популярного хита» Ghostbusters от Рэя Паркера-младшего. Было также снято музыкальное видео с участием Лоулера, легендарного диктора Лэнса Рассела и рестлеров, таких как Рэнди Сэвидж, Джимми Валиант, Датч Мантел, Томми Рич и Руфус Р. Джонс, а также кадры того, как «Король» избивает Харта и его «первую семью». Очень молодой Брайан Кристофер также появился в качестве маленького ребёнка, над которым издеваются, и ещё один ребёнок был замечен в точной копии майки Талли Бланчарда из штата Западный Техас. Он также записал диск под названием «Другой Король Мемфиса».
В 1998 году Лоулер снялся в фильме «Человек на Луне» с Джимом Керри в главной роли. Согласно автобиографии Лоулера, It’s Good To Be The King… Sometimes инцидент с участием Джима Керри, забывшего реплику, приводил к ссоре между двумя актёрами во время съемок. Между сценами Джим Керри часто оставался в роли Энди Кауфмана и в какой-то момент плюнул в лицо Джерри, как это сделал Кауфман в 1982 году. «Ошеломленный» Лоулер отреагировал, схватив Керри за волосы и заперев его в спящем захвате и дернув за шею что отправив Керри в больницу.
В 1999 году Лоулер баллотировался на пост мэра города Мемфис, штат Теннесси. Его программа была направлена на то, чтобы сделать улицы безопаснее для жителей, украсить город и улучшить качество образования. Кроме того, он поклялся привлечь в Мемфис бизнесменов, улучшить транспортный поток, создать больше парков и снизить налоги на недвижимость. Лоулер набрал 11,7 % голосов избирателей, обойдя двенадцать из пятнадцати кандидатов. Однако в конечном счете мэр Вилли Херентон был легко переизбран.
В 2000 году Лоулер сделал очень короткое камео в музыкальном клипе «I Can’t Lie To Me» Clay Davidson. 17 декабря 2002 года он выпустил свою автобиографию под названием " Хорошо быть королем… Иногда. 8 июля 2009 года Лоулер снова баллотировался на пост мэра Мемфиса в ходе специальных выборов мэра; 15 октября 2009 года. Он занял 5-е место с 4 % голосов.
Лоулер также является коммерческим художником, разрабатывая графику для различных компаний, включая WWE. В 2007 году он нарисовал обложку реслинг комикса Headlocked.
В 2012 году он сыграл роль шерифа Джексона Коула в фильме Девочки, ставшие мертвецами.
Лоулер предоставил свой голос для многочисленных видеоигр WWE, в которых он появился в качестве комментатора. Он также является игровым персонажем в ряде игр WWE, WWE All Stars как борец, WWE’12 как борец и комментатор и WWE '13, WWE 2K14, WWE 2K15, WWE 2K16 и WWE 2K17 просто как комментатор и WWE 2K20 как борец и комментатор.
В 2016 году Лоулер открыл свое рестлинг-тематическое заведение King Jerry Lawler’s Hall of Fame Bar & Grille на Бил-стрит, в центре города Мемфис, штат Теннесси. в следующем году Лоулер открыл компанию King Jerry Lawler’s Memphis BBQ Co. в Кордове, штат Теннесси.
В марте 2017 года Лоулер запустил подкаст о реслинге и поп-культуре «Ужин с Королем»(Dinner with the King). Его соведущим является Гленн Мур, а подкаст производится компанией Pod Avenue.

## Личная жизнь

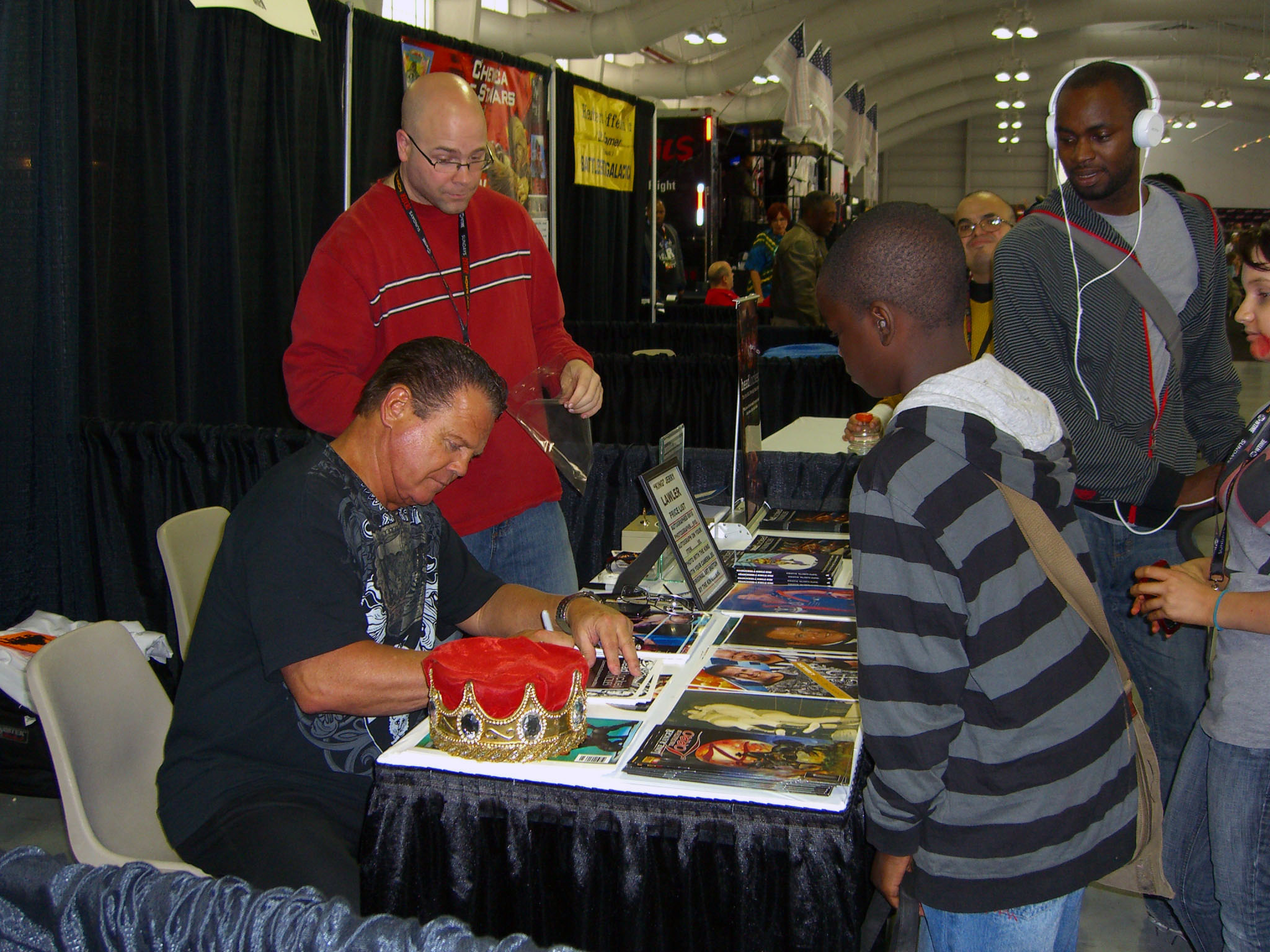
Лоулер раздает фанатам автографы на Комик-кон Нью-Йорк в Манхэттане, 16 октября, 2011

Лоулер является двоюродным братом рестлера Хонки-тонк Мэна. Лоулер был женат три раза. У него двое детей, Брайан и Кевин от его брака с его первой женой, Кей. Его сын Брайан ранее выступал в WWF/E под именами Брайан Кристофер и Гранд Мастер Сексей, умер в результате самоубийства 29 июля 2018 года. Его второй сын, Кевин, также был рестлером и рефери. Его второй сын, Кевин, выступал в рестлинге в качестве судьи и рестлера под именами Кевин Кристиан и Фредди Гилберт, последнее из имен использовалось во время выступлений в качестве "брата" Эдди Гилберта.
В своей книге It's Good To Be The King ... Sometimes, Лоулер говорит, что, по его мнению, невысокий рост Кевина не позволил ему достичь успеха, подобного Брайану. В августе 2008 года Кевин был арестован по обвинению в незаконном проникновении и краже со взломом при отягчающих обстоятельствах. После развода с Кей, Лоулер женился на Пауле, брак продлился с 14 февраля 1982 года по 2 октября 1991 года.
23 июля 1989 года он встретил свою третью жену, Стейси «Кошку» Картер, на благотворительной софтбольной игре в Мемфисе, Теннесси. Они поженились в сентябре 2000 года. В середине февраля 2001 года Картер была уволена из WWE, где была менеджером и рестером. Лоулер покинул компанию в знак протеста. Картер и Лоулер разошлись незадолго до того, как Лоулер вернулся в WWF в ноябре 2001 года. Их развод был оформлен 15 октября 2003 года.
В 1993 году Лоулер был обвинен по обвинению в изнасиловании 15-летней девочки, из-за чего он пропустил шоу Survivor Series 1993 года. Обвинения были сняты после того, как девушка призналась, что она сфабриковала часть истории. Лоулер был арестован 16 марта 1999 года после того, как бросил штрафную квитанцию в полицейского и переехал его ногу автомобилем. В 2016 году Лоулер и его подруга, Лорин Макбрайд, были арестованы по обвинению в бытовом насилии, причем каждая сторона утверждала, что на них напали. Лоулер был бессрочно отстранен из WWE за инцидент. 1 июля 2016 года WWE.com сообщил, что его отстранение отменено, так как все обвинения были сняты.
28 июля 2018 года Сын Лоулера Брайан был найден повешенным в тюрьме округа Хардеман и был объявлен мёртвым позже в тот же день. В год своей смерти Лоулер подал иск о неправомерной смерти против округа Хардеман, шерифа округа Хардеман Джона Доулина и других лиц за то, что они якобы не смогли защитить его. Он утверждал, что Доулин лично обещал «присматривать» за Брайаном после того, как тот окажется в тюрьме.
Лоулер является коллекционером товаров Coca-Cola и Супермена, а также владеет копией Бэтмобиля из сериала про Бэтмена 1960-х годов. Лоулер никогда в жизни не пробовал алкоголь, сигареты и наркотики.
7 февраля 2023 года Лоулер был срочно доставлен в больницу после перенесенного инсульта в своем доме во Флориде. Ранее Лоулер перенес инсульт в 2018 году.

## В рестлинге
- Коронные приёмы
  - Diving fist drop
  - Piledriver[30]
- Фирменные приёмы
  - Atomic drop
  - Back body drop
  - Belly-to-back suplex[94][95]
  - Body slam
  - DDT
  - Дропкик[95]
  - Падение на локоть[94]
  - Файерболл[94]
  - Fist drop
  - Многочисленные удары[94]
  - Multiple weapon shots[94]
- Прозвища
  - «Король»
  - «Король Мемфиса»
  - «Король Лоулер»[96]
- Entrance music
  - «Going the Distance», Bill Conti (CWA)
  - «Богатырские ворота. В стольном городе во Киеве», Модест Петрович Мусоргский (WWF/E; 1993-)
  - «Kingdom Come», Jim Johnston (WWE; 2011)

## Титулы и достижения
- American Wrestling Association

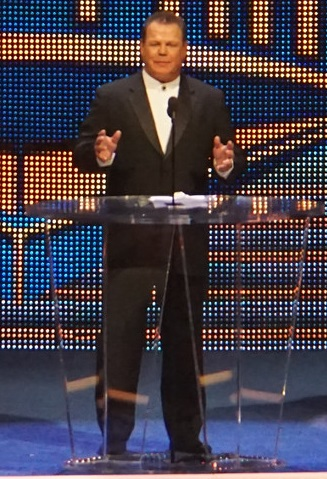
Лоулер введенный в Зал Славы в 2007 году.

  - Южное чемпионство AWA в тяжёлом весе (58 раз)[97][98][99]
  - Южное командное чемпионство AWA (10 раз) — с Джимми Вэлиантом (1), Биллом Данди (3), Монголом Стомпером (1), Джосом Ле Дуком (1), Остином Айдолом (1), Пахарем Фрейзером (1) и Большим Баббой (1)[4][100][101][102]
  - Чемпион мира AWA в тяжёлом весе (1 раз)[103]
  - Командный чемпион мира AWA (2 раза) — с Биллом Данди[104]
- Continental Wrestling Association / Championship Wrestling Association
  - Чемпион мира CWA в тяжёлом весе (1 раз)[105]
  - Интерконтинентальный чемпион CWA в тяжёлом весе (3 раза)[4]
  - CWA Лорд Ринга (1988)
  - CWA Мировое Чемпионство в тяжёлом весе (1 раз)[4]
  - CWA Мировое Командное Чемпионство (2 раза) — с Остином Идолом (1 раз) и Томми Ричем (1 раз)[106][107]
  - NWA Mid-America Чемпионство в тяжёлом весе (3 раза)[108][109][110]
  - NWA Южное Чемпионство в тяжёлом весе (версия Мемфиса) (7 раз)[111][112]
- Georgia Championship Wrestling
  - NWA Командный чемпион Мейкона (2 раза) — с Мистером Реслинг II (1 раз) и Дон Грин (1 раз)[113][114]
- NWA Gulf Coast Championship Wrestling
  - NWA Командный чемпион Теннесси (1 раз) — с Джимом Уайтом[115]
- International Wrestling Association
  - IWA Чемпионство в тяжёлом весе (1 раз)[116]
- Jersey All Pro Wrestling
  - JAPW Чемпионство в тяжёлом весе (1 раз)[117]
- Maryland Championship Wrestling
  - MCW Чемпионство в тяжёлом весе (1 раз)[118]
  - MCW Командный чемпион (1 раз) — с Брузером[119]
- Memphis Championship Wrestling
  - MCW Южное Чемпионство в тяжёлом весе (2 раза)[120][121]
- Memphis Wrestling
  - Чемпионство Южного Мемфиса в тяжёлом весе (58 раз)[122][123]
  - Телевизионное Чемпионство Мемфиса (1 раз)
- Northeast Wrestling
  - NEW Командный чемпион (1 раз) — с Китом Янгблудом
- NWA Mid-America
  - NWA Южный Чемпион в тяжёлом весе (10 раз) (версия Mid-America)[111][112]
  - NWA Южный Командный чемпион (9 раз) (версия Mid-America) — с Джимом Уайтом (7 раз), Пахарь Фрейзер (1 раз), и Биллом Данди[124]
  - NWA Южный Юниорский Чемпион в тяжёлом весе (5 раз)[125][126]
  - NWA Чемпион трех штатов в тяжёлом весе (версия Алабамы) (1 раз)[127][128]
  - NWA Командный Чемпион трех штатов (версия Алабамы) (2 раза) — со Стивом Лоулером[129][130]
  - NWA Командный Чемпион Соединённых Штатов (версия Mid-America)(1 раз) — с Джекки Фарго[131][132]
- NWA Polynesian Wrestling
  - Полинезийский Тихоокеанский Чемпион в тяжёлом весе (1 раз)[133]
- NWA Virginia
  - NWA Чемпион всех-звезд в тяжёлом весе (1 раз)[134]
- Power Pro Wrestling
  - PPW Командный чемпион (1 раз) — с Биллом Данди[135][136]
- Pro Wrestling Illustrated
  - PWI Вражда года (1992) —  с Джеффом Джарреттом против Лунных Псов[137]
  - PWI Вражда года (1993) —  против Брета Харта[137]
  - PWI Самый ненавистный рестлер года (1993,1995)[138]
  - PWI Самый вдохновляющий рестлер года (1988, 2012)[139]
  - PWI ставит его под № 7 в списке 500 лучших рестлеров 1992 года[140]
  - PWI ставит его под № 23 в списке 500 лучших рестлеров 2003 года[141]
  - PWI ставит его команду под № 56 в списке 100 лучших команд с Биллом Данди в 2003 году[142]
- Pro Wrestling This Week
  - Рестлер недели (6-12 Декабря, 1987)[143]
- Зал славы и музей рестлинга
  - Введен в 2011 году[144]
- Smoky Mountain Wrestling
  - SMW Чемпионство в тяжёлом весе (2 раза)[145][146][147]
- Traditional Championship Wrestling
  - TCW Командный чемпион (1 раз) — с Мэттом Ривьерой[148]
- United States Wrestling Association
  - USWA Чемпион в тяжёлом весе (2 раза)[149][150][151]
  - USWA Чемпион Техаса в тяжёлом весе (1 раз)[4][152][153]
  - USWA Объединеный чемпион в тяжёлом весе (28 раз)[154][155][156]
  - USWA Мировой командный чемпион (6 раз) — с Джеффом Джарреттом (4 раза) и Биллом Данди (2 раза)[157]
- Windy City Pro Wrestling
  - Победитель батл-рояла WCPW (1 раз)[158]
- World Class Wrestling Association
  - WCWA Мировой чемпион в тяжёлом весе (3 раза)[159][160]
  - WCWA Чемпион Техаса в тяжёлом весе (1 раз)[161][162][163]
- World Wrestling Council
  - Обладатель Кубка Карибов (2014)[164]
- World Wrestling Federation / World Wrestling Entertainment / WWE
  - Raw Rumble (2011)[165]
  - Член Зала славы WWE (2007)[166]
  - Премия Слэмми (5 раз)
    - Mouthiest (1994)
    - Я говорю и не могу заткнуться (1996)
    - Самый неловкий момент (1996) — целовать его собственную ногу
    - WWE.com эксклюзивное видео года (2012) — беседа с WWE.com о его чудесном возвращении
    - Возвращение года (2012)[167]
- Wrestling Observer Newsletter
  - Лучший телевизионный комментатор (1995, 1996)
  - Вражда года (1987) — против Остина Идола и Томми Рича
  - Вражда года (1992) — с Джеффом Джарреттом против Лунных Псов
  - Вражда года (1993) — против Брета Харта
  - Худшая вражда года (1994) — против клоуна Доинка
  - Худший матч года (1994) — с мини-клоунами Доинка против мини-клоунов Джерри Лоулера на Survivor Series (1994)
  - Худший телевизионный комментатор (2002)
  - Самая отвратительная рекламная тактика (2012) — Эксплуатация реального сердечного приступа Джерри Лоулера 
  - Зал славы Wrestling Observer Newsletter (введен 1996 году)[168]

### Luchas de Apuestas
| Победитель (ставка)    | Проигравший (ставка)                                          | Место проведения  | Мероприятие    | Дата            | Заметки |
| ---------------------- | ------------------------------------------------------------- | ----------------- | -------------- | --------------- | ------- |
| Джерри Лоулер (волосы) | Инферно (маска)                                               | Нэшвилл, Теннесси | GWE Nashville  | 5 июня 1974     | [ 169 ] |
| Джерри Лоулер (волосы) | Мумия (маска)                                                 | Мемфис, Теннесси  | GWE Memphis    | 2 декабря 1974  | [ 169 ] |
| Джерри Лоулер (волосы) | Джон Луи (волосы)                                             | Мемфис, Теннесси  | CWA Memphis    | 24 апреля 1978  | [ 169 ] |
| Билл Данди (волосы)    | Джерри Лоулер (чемпионство)                                   | Мемфис, Теннесси  | CWA Live event | 1 октября 1979  | [ 170 ] |
| Джерри Лоулер (волосы) | Том Брэнч (волосы)                                            | Мемфис, Теннесси  | CWA Memphis    | 11 ноября 1985  | [ 169 ] |
| Джерри Лоулер (волосы) | Большой Бабба (волосы)                                        | Мемфис, Теннесси  | CWA Memphis    | 23 ноября 1986  | [ 169 ] |
| Остин Идол (волосы)    | Джерри Лоулер (волосы и AWA Южное Чемпионство в тяжёлом весе) | Мемфис, Теннесси  | CWA show       | 27 апреля 1987  | [ 171 ] |
| Джерри Лоулер (волосы) | Дон Басс (волосы)                                             | Мемфис, Теннесси  | CWA Memphis    | 31 августа 1987 | [ 169 ] |
| Джерри Лоулер (волосы) | Рождественское Существо (маска)                               | Мемфис, Теннесси  | USWA Memphis   | 28 декабря 1992 | [ 169 ] |